# Natsai Audrey Chieza
Natsai Audrey Chieza est une designeuse, fondatrice de Faber Futures, un studio de R&D qui crée des matériaux d'origine biologique. Elle donne une conférence TED en 2017 sur la problématique de la mode et de la pollution. Elle est designeuse en résidence chez Ginkgo Bioworks.

## Biographie
Chieza est née à Harare, au Zimbabwe. Elle déménage au Royaume-Uni à l'âge de dix-sept ans. Elle étudie l'architecture à l'université d'Édimbourg. Elle rejoint ensuite Central Saint Martins, où elle obtient un master en matériaux du futur. Elle travaille avec John Ward de l'University College London, professeur de biologie synthétique, et elle s'intéresse à la durabilité de la biologie synthétique et de la recherche sur les cellules souches,.
Pendant cette période, elle est designeuse en résidence au Advanced Center for Biochemical Engineering, University College London.

## Carrière professionnelle
Chieza rejoint le Textile Futures Research Center. Elle s'apercoit que les streptomyces peuvent être utilisés comme teinture pour tissus. En effet, les streptomyces produisent de l'actinorhodine, qui change de couleur en fonction de l'acidité de son environnement,. Elle lance le projet Coelicolor, dans lequel ces bactéries sont utilisées pour teindre des foulards en soie,. Elle expose au Victoria and Albert Museum, à la Science Gallery, à la Bauhaus Dessau Foundation, aux Harvard Art Museums et au Audax Textile Museum. Elle devient designeuse résidente chez IDEO . Elle enseigne à Central Saint Martins et The Bartlett.
Chieza est préoccupée par la pollution dans l'industrie de la mode. Elle fonde Faber Futures, un studio de recherche et développement sur les biomatériaux à Londres,. Elle se spécialise dans la recherche concernant la biotechnologie et les textiles et est considérée comme une pionnière dans le bio-design. Chieza s'inspire pour ses travaux de biodesign de la philosophie sudafricaine Ubuntu.
Elle est choisie pour donner une conférence TED en Tanzanie sur la problématique de la mode et de la pollution,,.
En février 2018, elle est nommée parmi les 100 femmes mises en lumière cette année-là par OkayAfrica. En 2018, elle lance la résidence créative Ginkgo Bioworks à Boston. Elle participe au camp Sci Foo 2018.